# Бересток (Донецкая область)
Бересток (укр. Бересток) — посёлок в Иллиновской сельской общине Краматорского района Донецкой области Украины.

## Общие сведения
Население по переписи 2001 года составляло 454 человека. Почтовый индекс — 85143. Телефонный код — 6272.

## История
Статус отдельного населённого пункта (посёлка) Бересток получил в 1999 году. До этого административно являлся частью города Константиновки.

## Местная власть
85143, Донецкая область, Краматорский район, с. Иллиновка, ул. Административная, 42, кв. 3.